# SMS Arminius (1864)
SMS Arminius byla pancéřová loď, sloužící v pruském a německém námořnictvu mezi lety 1864 a 1901. Byla pojmenována po Arminiovi, germánském náčelníkovi, který porazil Římany v bitvě v Teutoburském lese.
Stavba byla zadána britské loděnici Samuda Brothers v Poplaru. Kýl byl položen roku 1863 a loď samotná byla spuštěna na vodu o rok později – 20. srpna 1864. 
Konstrukčně loď vycházela z monitoru Colesova typu (jejími polosesterskými loďmi byly dánská Rolf Krake a ruská Smerč). Loď byla mimo parní pohon vybavena také plachtami na dvou stěžních škunerového typu. Kvůli špatným plavebním vlastnostem byly plachty odstraněny roku 1870. Původní výzbroj čtyř 72liberních bronzových kanónů s hladkou hlavní byla nahrazena po předání Prusku čtyřmi 210 mm Kruppovými děly (po dvou v každé věži). V roce 1881 přibyl na přídi jeden 350 mm torpédomet a čtyři bubínková děla.
Loď od svého předání sloužila jako prvosledové plavidlo až do roku 1872, kdy byla přeřazena k hlídkové službě. Později sloužila také jako školní loď pro strojníky a (po zpevnění trupu) také jako ledoborec v Kielu. Nakonec byla 2. března 1901 vyřazena ze služby a později v roce 1902 prodána a rozebrána.